# Робинсон, Джули Энн
Джули Энн Робинсон (англ. Julie Anne Robinson) — американский и британский режиссёр австралийского происхождения, номинант на премии BAFTA и «Золотой глобус».
Робинсон добилась успеха в начале двухтысячных на британском телевидении, а в 2006 году начала работать в США, снимая эпизоды сериалов «Анатомия страсти», «Частная практика», «Большая любовь» и «Мёртвые до востребования». В 2009 году она подписала контракт с ABC Studios и вскоре сняла пилотный эпизод побившегося успеха у критиков сериала «Бывает и хуже».
В 2010 году Робинсон сняла свой дебютный полнометражный фильм «Последняя песня», а в 2012 году выпустила следующую картину, «Очень опасная штучка». Регулярно работающая на телевидении, Робинсон, также режиссировала сериалы «Дурман», «Две девицы на мели», «Пригород», «Как прожить с родителями всю оставшуюся жизнь», «Селфи» и «Скандал». В 2015 году она объединилась с Шондой Раймс, создавая сериал «Дым и зеркала».